# Demetrios I của Bactria
Demetrios I hay Demetrius (Tiếng Hy Lạp: ΔΗΜΗΤΡΙΟΣ) hoặc (Demetrius = Dhammamitra, người bạn/ mitra của Dhamma ở Pali) là một vị quốc vương Phật giáo của vương quốc Hy Lạp-Đại Hạ (cai trị khoảng 200-180 TCN). Ông là con trai của Euthydemos I và đã kế vị ông ta khoảng năm 200 TCN, sau đó ông chinh phục những vùng đất rộng lớn mà ngày nay là đông Iran, Afghanistan và Pakistan  mà nhờ đó tạo ra vương quốc Ấn-Hy Lạp cách xa nền văn minh Hy Lạp hóa của Hy Lạp. Ông không bao giờ bị đánh bại trong các trận chiến và đã được mệnh danh là Bất khả chiến bại (Anikitos) trên những đồng tiền của người kế vị của ông là Agathocles.
"Demetrios" là tên của ít nhất hai, hay 3 vị vua người Hy Lạp của Bactria và Ấn Độ. Nhiều cuộc thảo luận cho rằng Demetrios II có thể là một người họ hàng của ông, trong khi Demetrios III (khoảng 100 TCN) chỉ được biết từ những bằng chứng về đúc tiền.

## Cuộc chạm trán với Antiochus III
Cha của Demetrios, Euthydemos đã bị vua Antiokhos III nhà Seleukos tiến đánh vào khoảng năm 210 TCN. Mặc dù ông đã chỉ huy 10.000 kị cung nhưng ông lại đại bại trong trận chiến trên sông Arius và đã phải rút lui. Sau đó ông ta đã thành công trong việc chống lại cuộc bao vây kéo dài ba năm tại thành phố vững chắc Bactra, trước khi Antiokhos cuối cùng đã quyết định công nhận vị vua mới.
Các cuộc đàm phán cuối cùng đã được thực hiện giữa Antiokhos III và Demetrios. Antiokhos III đã thực sự ấn tượng với cách ăn nói của vị hoàng tử trẻ và đã chấp nhận cho ông lấy một người con gái của mình năm 206 TCN:
Sau nhiều cuộc hành trình của Teleas đi qua đi lại giữa hai bên, Euthydemos cuối cùng đã phái Demetrios con trai của ông tới để xác nhận các điều khoản của hiệp ước. Antiokhos đón chào vị hoàng tử trẻ, nhận xét sự xuất hiện, cuộc trò chuyện, nhân phẩm và cách cư xử của ông rằng ông xứng đáng có được quyền lực hoàng gia. Đầu tiên, ông ta hứa gả cho ông một trong những người con gái của mình và thứ hai thừa nhận danh hiệu hoàng gia cho người cha của ông.— Polybius 11.34.

Thuật ngữ được sử dụng cho "hoàng tử trẻ" là neaniskos (νεανίσκος), cho thấy tuổi khoảng 16 và do đó đưa ra ngày sinh của Demetrios khoảng năm 222 TCN.

## Chinh phạt Ấn Độ

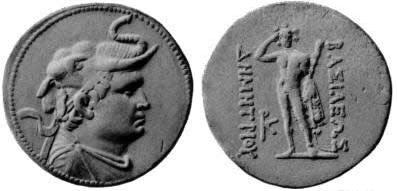
Đồng tetradrachm bạc mô tả vua Hy Lạp-Bactria Demetrius (cai trị kh. 205-171 TCN).
Phải Khoác và đeo da đầu một con voi, biểu tượng của cuộc chinh phạt của mình ở Ấn Độ.
Trái Heracles trẻ tuổi, khỏa thân, đội vương miện mình bằng tay phải, mang da sư tử và dùi cui thẳng đứng tựa vào cánh tay trái. Dòng chữ Hy Lạp: ΒΑΣΙΛΕΩΣ ΔΗΜΗΤΡΙΟΥ (BASILEOS DEMETRIOU) "Của vua Demetrios".

Demetrios bắt đầu cuộc xâm lược miền tây bắc Ấn Độ từ năm 180 trước Công nguyên, sau khi đế chế Maurya bị đại tướng Pusyamitra Sunga đánh đổ, và sau đó ông ta thành lập triều đại mới Sunga (185-78 TCN) ở Ấn Độ. Nhà Maurya đã có liên minh ngoại giao với người Hy Lạp, và họ có thể đã được coi là đồng minh của vương quốc Hy Lạp-Đại Hạ. Người Hy-Đại Hạ có thể xâm lược Ấn Độ để bảo vệ cho cư dân Hy Lạp sống ở đây.
Demetrios có thể đã bắt đầu khôi phục lại tỉnh Arachosia, một khu vực phía nam của Hindu Kush, nơi có nhiều người Hy Lạp sinh sống nhưng nằm dưới sự cai trị của nhà Maurya kể từ hòa ước giữa Chandragupta với Seleukos I. Trong tác phẩm "Trạm dừng Parthia", Isidorus của Charax đề cập đến một thuộc địa được đặt tên là Demetrias, nó được cho là do Demetrios thiết lập nên:
Ở phía bên kia là Arachosia. Và người Parthia gọi đó là Ấn Độ trắng. Có các thành phố là thành phố Biyt và thành phố Pharsana và thành phố Chorochoad và thành phố Demetrias; sau cùng là Alexandropolis, thủ phủ của Arachosia. Đó là tên Hy Lạp, và nó có dòng sông Arachotus chảy qua. Xa tới tận nơi này là sự cai trị của người Parthia."Trạm dừng Parthia", thế kỉ 1 TCN.
Một đài tưởng niệm bằng đá phát hiện tại Kuliab, một trăm km về phía đông bắc của Ai-Khanoum, cũng có đề cập đến chiến thắng của hoàng tử Demetrios dưới thời cha mình:
Những chiến dịch của ông đã có thể tiến xa tới tận kinh đô Pataliputra ở miền đông Ấn Độ (Patna ngày nay):
Những vị vua sau thời Alexandros đã tới tận sông Hằng và Pataliputra (Strabo, XV.698)
Người Hy Lạp mà đã gây ra cuộc nổi dậy ở Bactria đã trở nên hùng mạnh vì sự màu mỡ của đất nước mà họ đã trở thành những vị chủ nhân, không chỉ ở Ariana, mà còn ở Ấn Độ, như Apollodorus của Artemita nói: và các bộ lạc khác bị chinh phục bởi họ còn nhiều hơn bởi Alexander - đặc biệt bởi Menander (ít nhất là nếu ông ta thực sự vượt qua Hypanis về phía đông và tiến xa tới tận Imaüs), một số đã được cho là chinh phục bởi cá nhân ông và những người khác như bởi Demetrios, con trai của Euthydemus vua của người Bactria. "(Strabo 11.11.1)
Người ta thường cho rằng Demetrios đã cai trị Taxila(nơi rất nhiều tiền xu của ông được tìm thấy trong các di chỉ khảo cổ của Sirkap). Những ghi nhận của người Ấn Độ cũng mô tả cuộc tấn công của người Hy Lạp vào Ấn Độ ở Saketa, Panchala, Mathura và Pataliputra (Gargi-Samhita, chương Yuga Purana). Tuy nhiên, các chiến dịch nhằm vào Pataliputra nói chung là được chứng thực sau này bởi vua Menander I và Demetrios I có lẽ chỉ xâm chiếm khu vực ở Pakistan. Có thể là do các vị vua khác đã mở rộng lãnh thổ.
Vào khoảng năm 175 TCN, vương quốc Ấn-Hy Lạp cai trị phần phía Tây Bắc Ấn Độ, trong khi triều Sungas vẫn nằm ở lưu vực sông Hằng, Trung và Đông Ấn Độ. Vương quốc Ấn-Hy Lạp tiếp tục hiện diện tại khu vực Tây Bắc cho đến khi nó bị tiêu diệt bởi người Saka khoảng năm 20 TCN.
Bia đá Hathigumpha, được lập nên bởi vua Kalinga, Kharavela, đã giúp làm sáng tỏ phần nào sự hiện diện của vua Hy Lạp "Demetrios" với quân đội của ông ở miền đông Ấn Độ, có thể xa tới tận thành phố Rajagriha khoảng 70 km về phía đông nam của Pataliputra và một trong những thành phố Phật giáo thiêng liêng nhất, nhưng tuyên bố rằng Demetrios cuối cùng rút lui tới Mathura:

## Cuối đời

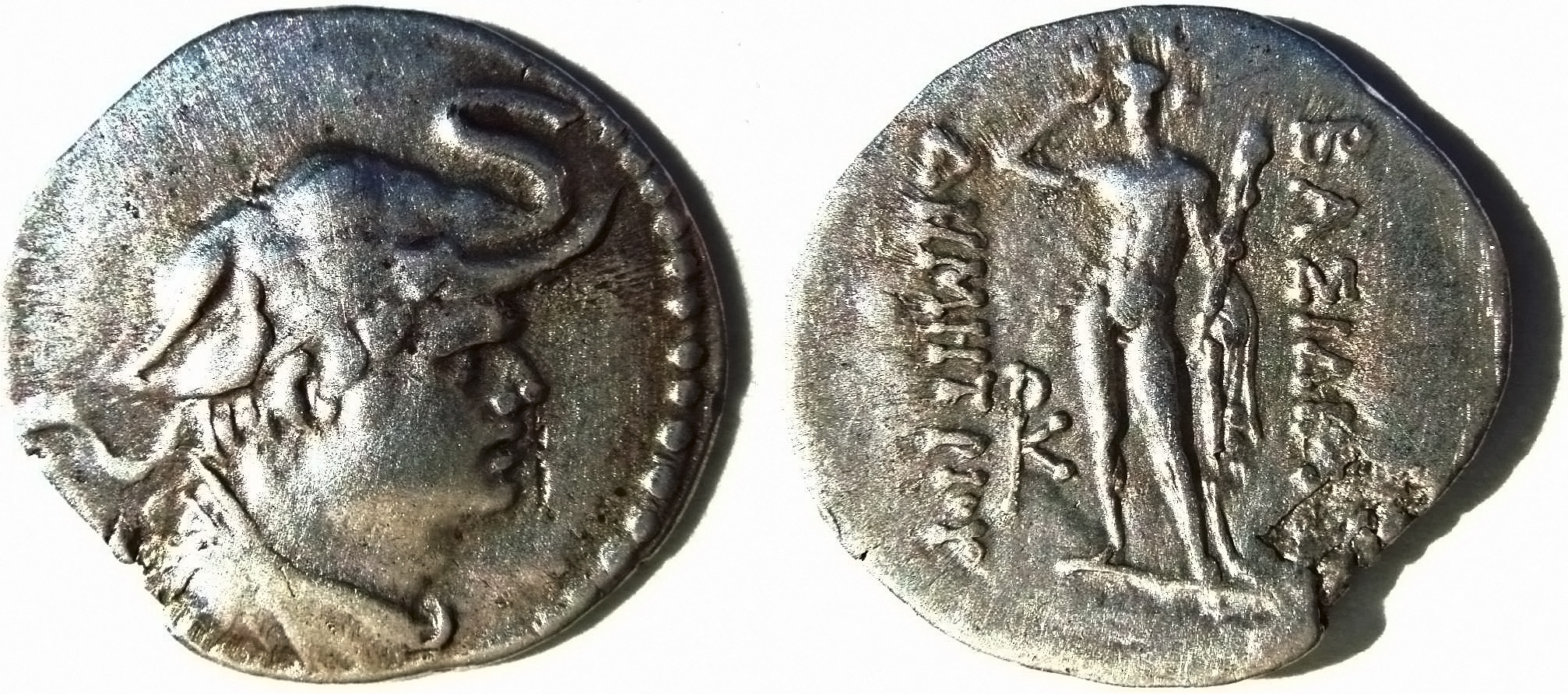
Đồng ôbôn bạc của Demetrius. Cực nhỏ (với đường kính 12 mm), nhưng được điêu khắc rất tinh xảo.

Demetrios I mất vì lý do không rõ, vào khoảng năm 180 TCN, chỉ là một đề xuất nhằm cho phép các thời kỳ cầm quyền của các vị vua tiếp theo được phù hợp. Ngay cả khi một số người trong số họ đã đồng nhiếp chính, nội chiến đã nổ ra và sự phân chia tạm thời đế chế là có khả năng nhất.
Các vị vua Pantaleon, Antimachos I, Agathocles và có thể có Euthydemos II đã trị vì sau khi Demetrius I mất, về lý thuyết nguồn gốc của họ có thể là họ hàng của Demetrius I, hoặc chỉ có Antimachus. Cuối cùng, vương quốc Bactria rơi vào tay một người khác đó là Eucratides.
Demetrius II là một vị vua sau này, có thể là một con trai hoặc cháu trùng tên ông, và ông ta chỉ cai trị ở Ấn Độ. Justin đề cập đến việc ông ta bị đánh bại bởi vua Eucratides của Bactria, một sự kiện diễn ra vào cuối triều đại sau, có thể khoảng năm 150 TCN. Các vị tướng còn lại của Demetrios II là Apollodotus và Menander I, những người đã lần lượt trở thành vị vua của Ấn Độ và cai trị của Vương quốc Ấn-Hy Lạp sau cái chết của ông.
Theo Ptolemaios, thành phố Demetriapolis được thành lập ở Arachosia.
Demetrius là một huyền thoại nhưng cũng là một điều bí ẩn. Ông đã được đề cập bởi Geoffrey Chaucer ("D, lord of Ind").

## Demetrios và Phật giáo

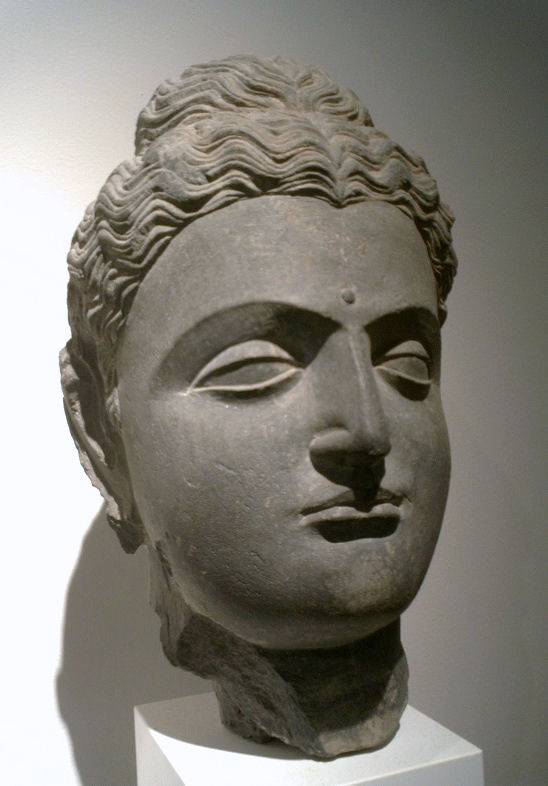
Một tượng phật kiểu Hy Lạp của Đức Phật, Gandhara, thế kỷ 1-2.

Phật giáo đã phát triển mạnh dưới triều đại các vị vua Ấn-Hy Lạp, và đã có đề xuất bởi WW Tarn rằng cuộc xâm lược Ấn Độ không chỉ nhằm mục đích bày tỏ sự ủng hộ của họ đối với đế chế Maurya. Tuy nhiên, cuộc đàn áp của triều đại Sunga đã gây tranh cãi, với các nhà sử học đương đại như Romila Thapar cho thấy rằng một số nguồn có thể là sản phẩm của sự phóng đại trong việc truyền bá Phật giáo. 

### Tiền xu và mối quan hệ với Đạo Phật
Các đồng tiền của Demetrios có bốn loại. Một loại với song ngữ với truyền thuyết Hy Lạp và Kharoshthi cùng tồn tại: nó được liên tưởng với vua Ấn Độ, Demetrios II. Một loạt với vị vua đội vương miện có thể đầu tiên được Demetrios I ban hành.
Thú vị hơn là những đồng tiền "voi" bằng kim loại: Loại thứ nhất cho thấy Demetrios (I) với vương miện voi, một biểu tượng nổi tiếng của Ấn Độ và là một ám chỉ tới Ganesha.